# Cartimandua
Cartimandua (Cartismandua) (ca. 43-69) fue la última reina de la tribu celta de los brigantes, la más populosa de Gran Bretaña en los tiempos iniciales de la conquista romana. Su nombre significa «elegante caballo».

## Historia
Cuando en 43 el emperador romano Claudio reemprendió la conquista romana de Britania, la principal resistencia la opuso una confederación de las tribus de los catuvellaunos y los trinovantes, liderada por Carataco (Caradawc) y Togodumno, los hijos del rey de los catuvellaunos, Cunobelinus, pero fue rápidamente superada.
Carataco consiguió huir al oeste y se convirtió en caudillo de la resistencia, centrada en Gales, mientras que los once principales líderes del sur de Britania se rindieron a Claudio, entre ellos Cartimandua, la reina de la tribu más populosa, la de los brigantes, quien según el historiador Tácito gobernaba en virtud de su «ilustre nacimiento».
En 47 una facción antirromana de los brigantes inició una revuelta que fue sofocada con el auxilio del nuevo gobernador de Britania, Publius Ostorius Scapula, quien ejecutó a sus cabecillas.
En 51 Escápula venció finalmente a Carataco. El derrotado líder de la revuelta huyó al norte y solicitó refugio a Cartimandua, acompañando el pedido con una fuerte suma reunida por sus allegados. Cartimandua lo recibió pero puso sobre aviso a los romanos, lo detuvo y lo entregó encadenado. Los romanos premiaron la traición calificándola junto a su esposo Venutius como leal amiga y protegida de Roma, lo que junto a las riquezas recibidas fortaleció su poder.
Pronto Cartimandua puso a prueba la alianza: en algún momento entre los años 52 y 56 se divorció de Venutius y, pese a que Cartimandua retuvo como rehenes al hermano y otros familiares de Venutius, éste se alzó en armas contando con el auxilio de tribus vecinas.

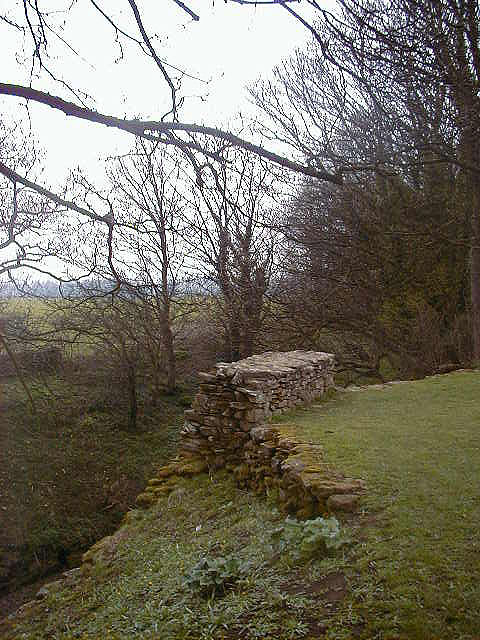
Restos del muro de Stanwick.

Venutius se hizo fuerte en la fortaleza de Stanwick mientras que el nuevo gobernador romano Aulo Didio Galo (52-57  d. C.) consolidaba su posición al sur de Brigantia, construyendo fortificaciones en Templeborough (Rotherham), Brough on Noe y Rossington Bridge (Doncaster).
Tras ventajas parciales obtenidas por uno y otro bando, finalmente en 56 Venutius fue derrotado por la IX Legión al mando de Cesio Nasica en la región de Barwick in Elmet. Brigantia mantuvo su alianza con Roma incluso durante la gran rebelión liderada por la reina de los iceni, Boudica, que puso en jaque el dominio romano de Britania. 
Después de una temporal reconciliación con Venutius, Cartimandua repudió nuevamente a su consorte y tomó como «compañero de cama y trono» a Vellocatus, antiguo compañero de armas de aquel. 
En 69, aprovechando el caos de Roma en el llamado año de los cuatro emperadores, Venutius se alzó nuevamente en armas, con el auxilio de tropas de los Carvetii, Novantae y Selgovae y con el apoyo popular que lo prefería ante, con palabras de Tácito: «el adúltero, lujurioso y salvaje temperamento de la Reina». Roma solo pudo esta vez enviar tropas auxiliares, que no bastaron para impedir la ocupación del país pero al menos pudieron rescatar a la reina. No hay referencias históricas o arqueológicas que permitan conocer su posterior destino.